# Gesetz zum Schutz gegen Fluglärm
Das Gesetz zum Schutz gegen Fluglärm ist ein deutsches Gesetz zum Schutz gegen Fluglärm in der Umgebung von Flugplätzen.

## Zweck und Inhalt des Gesetzes
Zweck des Gesetzes ist es gemäß § 1 FluLärmG, in der Umgebung von Flugplätzen bauliche Nutzungsbeschränkungen und
baulichen Schallschutz zum Schutz der Allgemeinheit und der Nachbarschaft vor Gefahren, erheblichen Nachteilen und erheblichen Belästigungen durch Fluglärm sicherzustellen.
Hierfür sieht es verschiedene Lärmschutzbereiche vor, deren Ausdehnung im Umkreis von Flugplätzen durch Rechtsverordnung der Landesregierungen festgelegt werden. In einem Lärmschutzbereich dürfen Krankenhäuser, Altenheime, Erholungsheime und ähnliche in gleichem Maße schutzbedürftige Einrichtungen nicht errichtet werden. Zulässige Wohnbauvorhaben müssen bestimmten Schallschutzanforderungen genügen. Nicht nur unwesentliche Wertminderungen des Außenwohnbereichs eines Grundstücks sind entschädigungspflichtig. Ebenso sind dem Grundeigentümer bestimmte Aufwendungen für bauliche Schallschutzmaßnahmen zu erstatten. Zahlungspflichtig ist grundsätzlich der Flugplatzhalter. Bis 2016 gaben die Flughäfen und Fluggesellschaften 1,12 Milliarden Euro für den Schallschutz aus.
In drei Rechtsverordnungen hat die Bundesregierung die Vorschriften des 2007 novellierten Fluglärmgesetzes zur Regelung des passiven Schallschutzes und für Entschädigungsleistungen weiter konkretisiert.

## Durchführung
Die Zuständigkeitsgesetze der Bundesländer bestimmen die zuständigen Behörden zum Vollzug des FluLärmG. Diese setzen etwa Lärmschutzbereiche durch Rechtsverordnung fest (§ 4 Abs. 2 FluLärmG), erteilen Ausnahmen von Bauverboten (§ 5 Abs. 1 Satz 3 FluLärmG) oder bestimmen, in welcher Höhe Aufwendungen für baulichen Schallschutz erstattungsfähig sind (§ 10 FluLärmG).

## Geschichte
Der Fluglärm wurde insbesondere seit Ende der fünfziger Jahre zunehmend als Umweltbelastung empfunden. Er nahm in den siebziger Jahren den dritten Rang der Störquellen nach dem Straßenverkehr und dem Lärm am Arbeitsplatz ein. Das beruhte einmal auf einem starken Anstieg der Anzahl der Flugbewegungen, die erst seit 1972 durch den Einsatz erheblich größerer Flugzeuge und eine bessere Ausnutzung der einzelnen Flüge wieder leicht zurückgegangen ist. Zugleich nahm mit der Einführung von Düsenflugzeugen die Lärmintensität der einzelnen Überflüge stark zu. Namentlich die erste Generation der Strahltriebwerke wurde als besonders laut empfunden. Da sich ferner mit der Ausdehnung der Städte die Wohngebiete näher an die Flughäfen heranschoben, wurden vom Flughafenbetrieb immer mehr Bevölkerungsteile unmittelbar betroffen. Auf diese Entwicklung hat der Gesetzgeber durch den Erlass neuer Vorschriften reagiert. Dazu gehörte insbesondere das Gesetz zum Schutz gegen Fluglärm vom 30. März 1971.
In der Fassung des Gesetzes von 1971 waren nur zwei Lärmschutzzonen festgelegt. Die Schutzzone 1 war der Bereich, in dem der äquivalente Dauerschallpegel einen Wert von 75 dB(A) übersteigt. Die Schutzzone 2 war der Bereich, in dem der äquivalente Dauerschallpegel einen Wert von 67 dB(A) übersteigt. Für die Schutzzone 1 galt ein Bauverbot für Wohnungen, für beide Schutzzonen galten Baubeschränkungen. Das Gesetz von 1971 war seiner Konzeption nach ein Baubeschränkungs- und Entschädigungsgesetz und sollte insbesondere das weitere Heranwachsen von Wohnsiedlungen an bestimmte Flugplätze verhindern.
Mit der Novellierung des Gesetzes wurde im Jahre 2007 erstmals zusätzlich eine Nachtschutzzone eingeführt und die Zonen auf Werte von 50 bis 65 dB(A) ausgeweitet.

## Lärmschutzbereiche
Der Lärmschutzbereich eines zivilen oder militärischen Flugplatzes wird nach dem Maß der Lärmbelastung in zwei Schutzzonen für den Tag und eine Schutzzone für die Nacht gegliedert, in denen der durch Fluglärm hervorgerufene Dauerschallpegel bestimmte Dezibel-Werte (dB) übersteigt (§ 2 Abs. 2 FluLärmG): die Tag-Schutzzonen 1 und 2 für den Zeitraum von 6 bis 22 Uhr sowie die Nacht-Schutzzone für den Zeitraum von 22 bis 6 Uhr. Dabei wird ein Mittelwert über die sechs verkehrsreichsten Monate des Prognosejahres bestimmt. Um durch Fluglärm ausgelöste Aufwachreaktionen zu vermeiden, stellt die Festsetzung eines um einen Dauerschallpegel ergänzten Maximalpegels  bei der Nacht-Schutzzone ein grundsätzlich geeignetes Mittel dar.
Die Schutzzonen fallen an bestehenden zivilen und militärischen Flugplätzen und auch generell an militärischen Flugplätzen im Vergleich zu zivilen Flugplätzen kleiner aus, weil höhere Lärmgrenzwerte für die Bemessung des Umfangs der Lärmschutzbereiche zugrunde gelegt werden.
Die Anleitung zur Berechnung von Lärmschutzbereichen (AzB) und die Gesetzesanlage zu § 3 FluLärmG regeln das Verfahren und die Methode, nach denen der Dauerschallpegel für die Schutzzonen im Einzelnen ermittelt wird.
Mit der Novelle 2007 wurde eine Ausnahme ins Gesetz geschrieben: Für Flughäfen, die in den nächsten zehn Jahren geschlossen werden, braucht kein Lärmschutzbereich festgesetzt zu werden. Da der Flughafen Berlin-Tegel im Hinblick auf den Bau des Flughafens Berlin Brandenburg (BER) und den ursprünglich geplanten Beginn des Flugbetriebs am 30. Oktober 2011 der einzige von dieser Regelung betroffene Flughafen ist, wird der entsprechende § 4 Abs. 7 FluLärmG auch „Lex Tegel“ genannt. Ob für die Berechnung der Frist von 10 Jahren das Inkrafttreten des FluLärmG am 7. Juni 2007 oder das Ende des Jahres 2009  maßgeblich ist, hat das Oberverwaltungsgericht Berlin-Brandenburg in seinen Urteilen vom 11. Juni 2014 und 18. September 2014 offen gelassen. Sollte der Flughafen weiterhin nicht geschlossen werden, würde die Ausnahmeregelung – je nach Auslegung des Gesetzes – im Jahre 2017 oder 2019 entfallen, wenn sie nicht verlängert wird.
In der Umgebung des neuen BER haben Anwohner Anspruch auf Schallschutz.

## Bedeutung der Grenzwerte
Die im novellierten Fluglärmschutzgesetz von 2007 für die Schutzbereiche geregelten Grenzwerte des § 2 Abs. 2 FluglSchG haben auch Bedeutung für luftverkehrsrechtliche Planfeststellungs- und Genehmigungsverfahren (§ 8 Abs. 1 Satz 3, § 6 LuftVG, § 13 FlugSchG). Der aktive Schallschutz wie die Standortwahl oder die Festlegung von Flugrouten und -zeiten richtet sich aber nicht nach dem Fluglärmschutzgesetz. Maßgebend hierfür sind vielmehr vor allem die Regelungen des Luftverkehrsgesetzes (§§ 25 ff., § 29b LuftVG). Die Grenzwertregelung in § 2 Abs. 2 Satz 2 FluglSchG und die Festsetzung von Lärmschutzbereichen betreffen nur die Gewährung passiven Schallschutzes und von Entschädigungsleistungen, deren Rechtmäßigkeit im Einzelfall in einem verwaltungsgerichtlichen Verfahren gegen einen Planfeststellungsbeschluss oder eine luftverkehrsrechtliche Genehmigung überprüfbar sind.
Das Bundesverwaltungsgericht betrachtet die Lärmgrenzwerte als Mindeststandard, weshalb es der zuständigen Behörde bei Festsetzung der Lärmschutzbereiche nicht verwehrt sei, die Werte zum Schutz bestimmter Gruppen besonders schutzwürdiger Lärmbetroffener oder Einrichtungen zu unterschreiten.
Der Hessische Verwaltungsgerichtshof bewertet die Grenzwerte auch im Hinblick auf zwischenzeitlich gewonnene lärmmedizinische Erkenntnisse nicht „als evident untragbar“.
Grenzwerte aus anderen Normen sind nicht auf Fluglärm anwendbar. Das Bundes-Immissionsschutzgesetz (BImSchG) und die TA Lärm gelten nicht für Flugplätze (§ 2 Abs. 2 BImschG). Als nationale Umsetzung der EU-Umgebungslärmrichtlinie (ULR) wurde aber Fluglärm, der von Verkehrsflughäfen für den zivilen Luftverkehr ausgeht, in die Lärmminderungsplanung nach der Verordnung über die Lärmkartierung (34. BImschV aufgrund § 47f BImSchG) einbezogen.